# Jack Martin Smith
Jack Martin Smith (* 2. Januar 1911 in Los Angeles, Kalifornien; † 7. November 1993 in Santa Barbara, Kalifornien) war ein US-amerikanischer Filmarchitekt beim klassischen Hollywood-Unterhaltungskino der 1930er bis 1970er Jahre, ein Meister des prunkvollen Studio-Perfektionismus.

## Leben und Wirken
Smith hatte an der University of California, Los Angeles (UCLA) studiert und nach seinen ersten Erfahrungen in der Filmbranche (1937 bei den Universal Studios) ab 1938 für die MGM gearbeitet. Zunächst als Zeichner beschäftigt, wurde er noch im selben Jahr zum von Cedric Gibbons geleiteten Architektenteam geholt, das die umfangreichen Filmbauten zu Victor Flemings ehrgeizigem und ausstattungsintensiven Fantasy-Stoff Das zauberhafte Land herstellte. Smith blieb in den folgenden vier Jahren zunächst auf die Tätigkeit als Zeichner beschränkt, später fungierte er auch als Hilfs- bzw. zweiter Architekt (sog. associate art director).
Im Jahre 1943 begann er seine Tätigkeit als Filmarchitekt. Seine frühen Arbeiten waren die Ausführung von Entwürfen für mehrere schwungvolle Farbfilmmusicals aus der Hand Vincente Minnellis. Unter der Leitung von Gibbons entwickelte Smith bald ein sicheres Gefühl für plüschige, ausstattungsintensive Großproduktionen: Musicals wie Broadway-Melodie 1950, Osterspaziergang, Der Pirat und Ein Amerikaner in Paris.
1953 wechselte Smith zur 20th Century Fox, deren Chefarchitekt er wurde. Mit den ebenso aufwändig wie teuer hergestellten Unterhaltungsproduktionen Can-Can und Cleopatra, deren Wirkung und Flair in nicht unbeträchtlichem Maße auf Smiths Dekorfreude beruhten, begann zu Beginn der 60er Jahre die von 'Centfox'-Chef Darryl F. Zanuck forcierte Phase der finanziellen Prasserei, die die Firma letztlich an den Rand des Bankrotts führen sollte.
Seit Smith (ab 1960) auch die Oberaufsicht über sämtliche gestalterischen Fragen die Centfox betreffend besaß, gelangen ihm einige beachtliche Spätleistungen: der Science-Fiction-Film Die phantastische Reise, für den er eine fantasievolle Gestaltung von Zellmembranen, Blutbahnen und andere Körperflüssigkeiten in psychedelische Pop-Art-Farben kreierte, und das Musical Hello, Dolly! mit Barbra Streisand, für das Smith noch einmal, ganz in luxuriöser, keine Kosten scheuender Tradition des klassischen Hollywood, in prachtvollen Belle-Époque-Kulissen schwelgen durfte, mit denen er das Großbürgertum der USA zur Zeit der Jahrhundertwende zu evozieren versuchte. Für diese Arbeit erhielt er nach Cleopatra und Die phantastische Reise seinen dritten Oscar.
1977 zog sich Jack Martin Smith vom Kino-Design zurück und widmete sich in den 80er Jahren nur noch dem Fernsehen: Er zeichnete für die Bauten der äußerst populären Serie Der Denver-Clan sowie für deren Spin-off Die Colbys verantwortlich.

## Filmografie (als Chefarchitekt)
| - 1943: Der Tolpatsch und die Schöne (I Dood It) - 1944: Meet Me in St. Louis - 1945: Broadway Melodie 1950 (Ziegfeld Follies) - 1945: Yolanda und der Dieb (Yolanda and the Thief) - 1946: Ball in der Botschaft (Holiday in Mexico) - 1947: Der Pirat (The Pirate) - 1948: Summer Holiday - 1948: Osterspaziergang (Easter Parade) - 1948: Words and Music - 1949: Madame Bovary und ihre Liebhaber (Madame Bovary) - 1949: Heut’ gehn wir bummeln (On the Town) - 1950: Nancy geht nach Rio (Nancy Goes to Rio) - 1951: Königliche Hochzeit (Royal Wedding) - 1951: Mississippi-Melodie (Show Boat) - 1952: Die Schönste von New York (The Belle of New York) - 1952: Die goldene Nixe (Million Dollar Mermaid) - 1953: Fotograf aus Liebe (I Love Melvin) - 1953: Die Wasserprinzessin (Dangerous When Wet) - 1953: Du bist so leicht zu lieben (Easy to Love) - 1954: Das Tal der Könige (Valley of the Kings) - 1955: Die weiße Feder (White Feather) - 1955: Treffpunkt Hongkong (Soldier of Fortune) - 1955: Die sieben goldenen Städte (Seven Cities of Gold) - 1956: Karussell (Carousel) - 1956: Der Mann im grauen Flanell (The Man in the Grey Flannel Suit) - 1956: The Dark Wave (Dokumentar-Kurzfilm) - 1956: Eine Handvoll Hoffnung (Full of Life) - 1956: Bandido - 1956: Moderne Jugend (Teenage Rebel) - 1957: Der Knabe auf dem Delphin (Boy on a Dolphin) - 1957: Die große Liebe meines Lebens (An Affair to Remember) - 1957: Glut unter der Asche (Peyton Place) - 1958: Der Barbar und die Geisha (The Barbarian and the Geisha) - 1959: Ungebändigt (A Woman Obsessed) - 1959: Alle meine Träume (The Best of Everything) - 1960: Can-Can - 1960: Land der tausend Abenteuer (North to Alaska) - 1961: Geständnis einer Sünderin (Sanctuary) - 1961: Das Lied des Rebellen (Wild in the Country) - 1961: Unternehmen Feuergürtel (Voyage to the Bottom of the Sea) - 1961: Die Comancheros (The Comancheros) - 1961: Zärtlich ist die Nacht (Tender is the Night) - 1961: Mr. Hobbs macht Ferien (Mr. Hobbs Takes a Vacation) - 1962: Cleopatra - 1963: Die verlorene Rose (The Stripper) | - 1963: In Liebe eine 1 (Take Her, She’s Mine) - 1963: Eine zuviel im Bett (Move Over, Darling) - 1964: Der Mörder mit der Gartenschere (Shock Treatment) - 1964: Bezwinger des Todes (Fate Is the Hunter) - 1964: Rio Conchos - 1964: Goodbye Charlie (Goodbye Charlie) - 1965: Geliebte Brigitte (Dear Brigitte) - 1965: Morituri - 1965: Michelangelo – Inferno und Ekstase (The Agony and the Ecstasy) - 1965: Bitte nicht stören! (Do Not Disturb) - 1966: Derek Flint schickt seine Leiche (Our Man Flint) - 1966: San Fernando (Stagecoach) - 1966: Die phantastische Reise (Fantastic Voyage) - 1966: Das Mondkalb (Way… Way Out) - 1967: Caprice - 1967: Der Schnüffler (Tony Rome) - 1967: Doktor Doolittle (Doctor Dolittle) - 1967: Das Tal der Puppen (Valley of the Dolls) - 1967: Derek Flint – hart wie Feuerstein (In Like Flint) - 1967: Leitfaden für Seitensprünge (A Guide for the Married Man) - 1967: Chicago-Massaker (St. Valentine’s Day Massacre) - 1968: Planet der Affen (Planet of the Apes) - 1968: Die wilden Jahre (The Sweet Ride) - 1968: Der Frauenmörder von Boston (The Boston Strangler) - 1969: Che! - 1969: Zwei Banditen (Butch Cassidy and the Sundance Kid) - 1969: Hello, Dolly! - 1970: M.A.S.H. - 1970: Rückkehr zum Planet der Affen (Beneath the Planet of the Apes) - 1970: Myra Breckinridge – Mann oder Frau? (Myra Breckinridge) - 1970: Tora! Tora! Tora! - 1970: Die große weiße Hoffnung (The Great White Hope) - 1971: Flucht vom Planet der Affen (Escape from the Planet of the Apes) - 1972: Greenhorn (The Culpepper Cattle Co.) - 1972: Ein Zug für zwei Halunken (Emperor of the North Pole) - 1973: The Iceman Cometh - 1973: Rhinoceros - 1974: Die Re-Inkarnation des Peter Proud (The Reincarnation of Peter Proud) - 1975: Feuerkäfer (Bug) - 1976: Der Supermann des Wilden Westens (The Great Scout and Cathouse Thursday) - 1977: Elliot, das Schmunzelmonster (Pete’s Dragon) |